# 黄尾魣
黃尾金梭魚（学名：Sphyraena flavicauda），又名黃尾魣、針梭、竹梭、巴拉庫答，为金梭魚科魣屬下的一个种。

## 分布
本魚分布于印度西太平洋區，包括東非、紅海、模里西斯、阿曼、印度、泰國、聖誕島、可可群島、馬來西亞、日本、台灣、越南、印尼、菲律賓、巴布亞紐幾內亞、香港、澳洲、馬里亞納群島、新喀里多尼亞、關島、薩摩亞群島、東加等海域。该物种的模式产地在红海。

## 深度
水深3至50公尺。

## 特徵
本魚體延長呈魚雷狀，橫切面幾近圓柱形，側線直而不彎曲；尾鰭深分叉，胸鰭末端達第一背鰭起點，腹鰭起點遠前於第一背鰭起點。鰓蓋具一尖棘，上頷骨遠前於眼前緣。背部暗綠色，腹部銀白色，尾鰭鑲黑邊，在側線下具一暗色縱帶，背鰭硬棘6枚；背鰭軟條9枚；臀鰭硬棘2枚；臀鰭軟條9枚，體長可達60公分。

## 生態
本魚常成群地在礁湖或向海礁區的上方游走，屬肉食性，以魚類為食。

## 經濟利用
為食用魚，適合各種烹調方式。

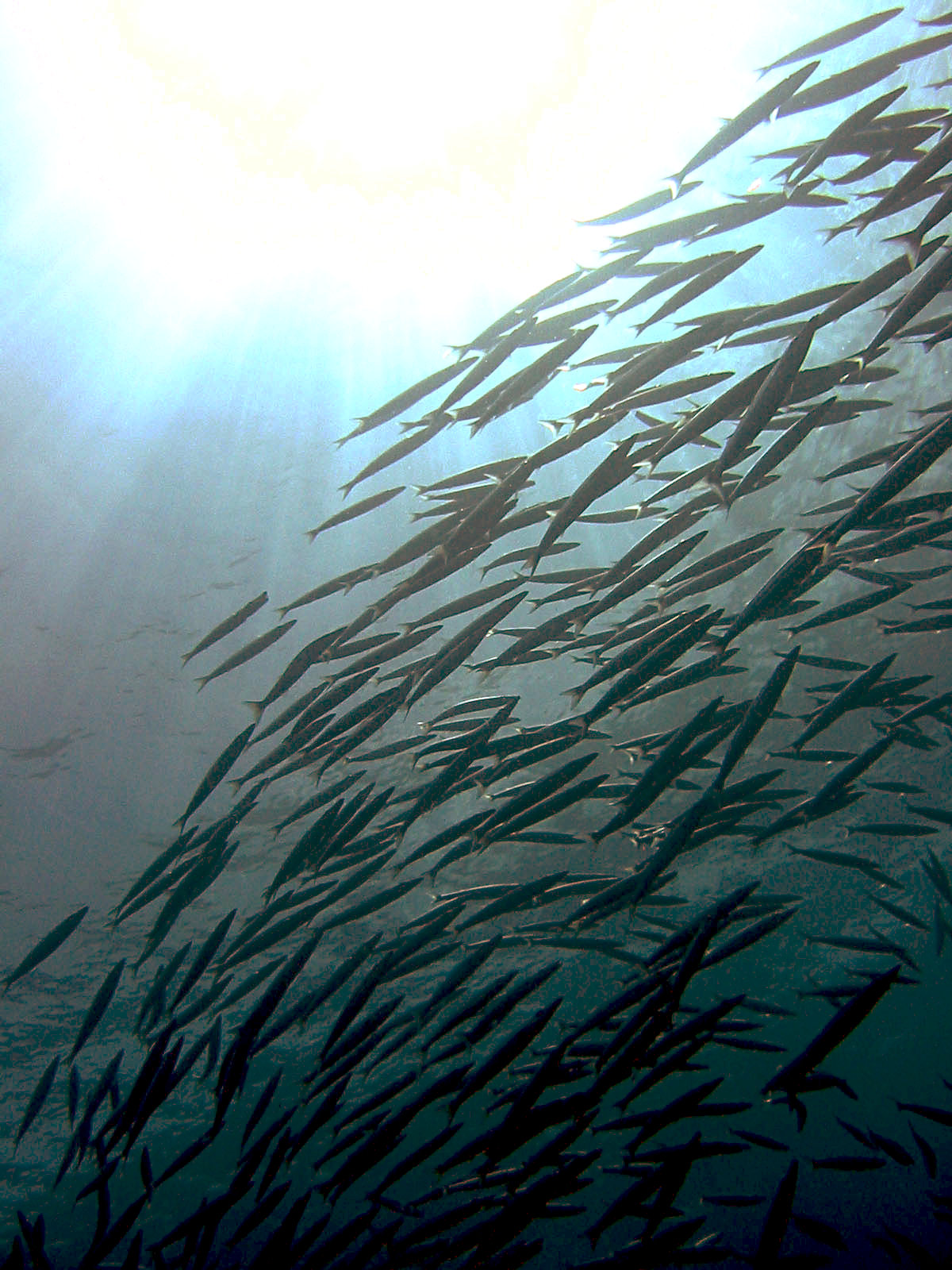
幼魚